# Cuscuta cesatiana
Cuscuta cesatiana là một loài thực vật có hoa trong họ Bìm bìm. Loài này được Bertol. mô tả khoa học đầu tiên.